# 11B-X-1371

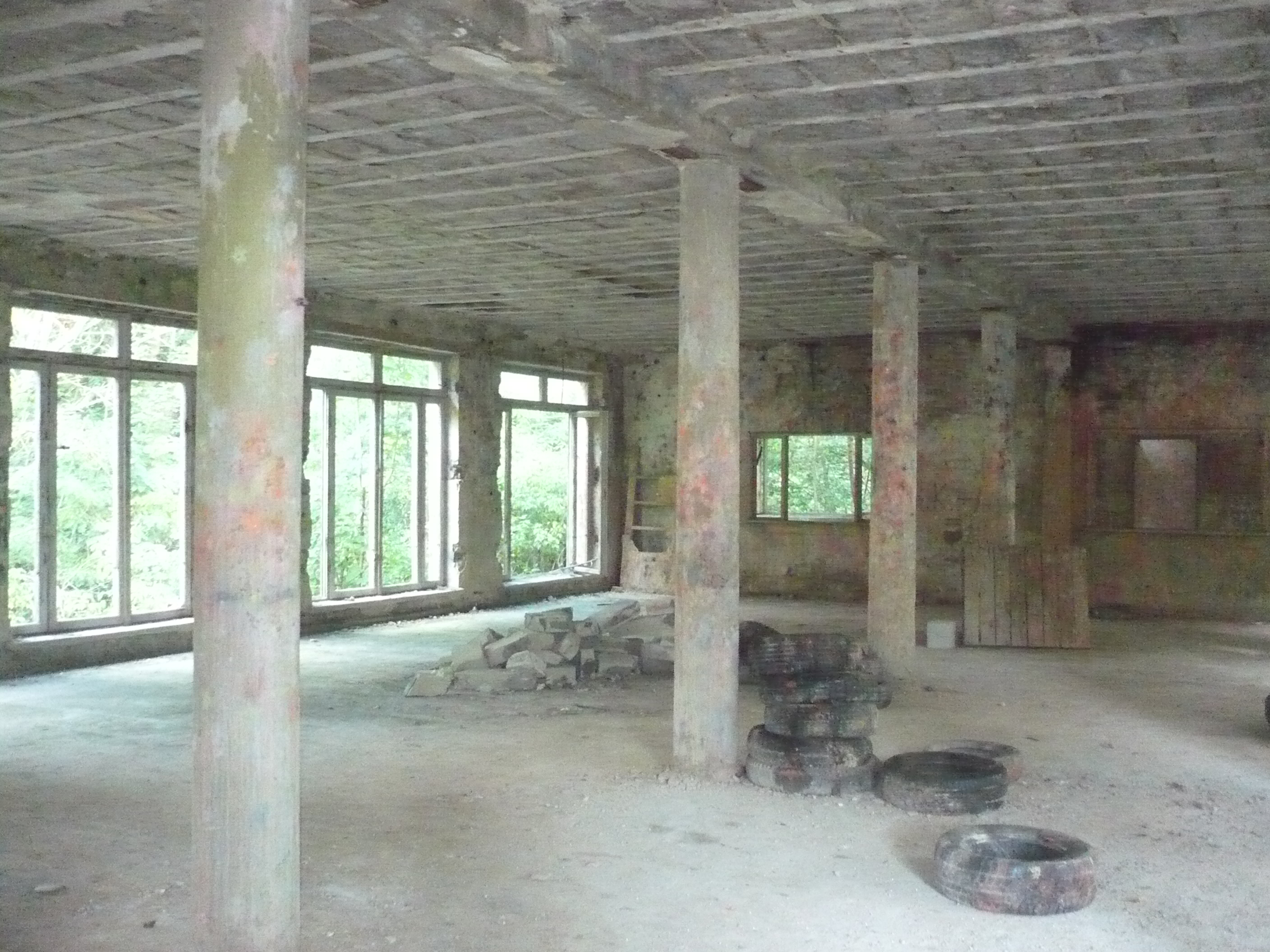
撮影に使用されたポーランドのゾフィオフカ・サナトリウム内部（2010年）

11B-X-1371 は、2015年前半のインターネット上に現れた動画である。内容はペスト医師の格好をした一人の人物が廃墟の中で映像に出演するというもので、著作権の帰属や作者の情報などが一切公開されていなかった。
この動画が収録されたDVDが、スウェーデンのテクノロジー系ブログ「GadgetZZ.com」の運営元に郵送され、動画は当該ブログ上で公開された後にインターネット上で話題となり、様々な考察が上がった。「11B-X-1371」という名称はDVDのメニュー画面に表示されたものであり、DVD表面に手書きされた Base64 文字列の平文でもあった。

## 概要
2分間の白黒映像であり、荒れ果てた廃墟のなかで、ペスト医師のようなコスチュームの人物が壁を背に立っている様子が映し出され、壁に空いたガラスのない窓からは森林が見えている。人物が片手を挙げると、手のひらから不規則に点滅する光が発せられる。動画を通して、不協和音の不快なノイズが大音量で流され続けられている。
この動画の映像と音声スペクトログラムには、多数のメッセージと画像が隠されていることが判明しており、その多くが一般的に使われる暗号システムで暗号化されていた。隠されていた画像には拷問され、切り裂かれた人々のものが含まれていた。隠されたメッセージのほとんどは reddit 上の現在進行中のスレッドへの参加者によって解読されており、画像はボストン絞殺魔事件のような有名な殺人事件に由来するものであると発覚した。メッセージはアメリカに対するバイオテロの脅迫として解釈されることもあった一方、動画はただの悪ふざけに過ぎないとの声もあり、さらには発売予定の映画やゲームのバイラル・マーケティング、または学生の映像作品であると推測する向きもあった。
2015年10月に初めて注目される存在となったあと、この動画はその数ヶ月前にはすでに YouTube に投稿されていたことが明らかになった。 YouTube の動画も同様に脅迫的なメッセージを含んでいたが、それは2進数の文字列で書かれていた。"AETBX" として知られるこの動画の投稿者は、自身を取材したジャーナリストに対し「GadgetZZ.com」が動画の入手経路について真実を語っていないことを示唆した。調査に加わったインターネットユーザーは、問題の動画がポーランドはオトゥフォツク近郊の、ゾフィオフカ・サナトリウムにおいて、2013年11月から公開までの間のどこかの時点で撮影されたことを突き止めた。
「11B-X-1371」についての論争の開始から3ヶ月後、パーカー・ワーナー・ライトと呼ばれる人物が動画の作者であると名乗り出た。ライトは『The Daily Dot』に対し、問題の動画は芸術的プロジェクトとして意図されたものであったと述べ、その後「11B-3-1369」と題する続編動画を公開した。自らが本物の作者であることを証明するため、ライトは視聴者に対して、動画に登場したペスト医師のマスクを複製してみるよう挑戦を投げかけた。

## 内容
動画の冒頭は、レンガの壁に空いた窓のようなふたつの開口部の間に立つ、影のなかに隠れた人物を映すブレた映像であり、窓からは木々の葉が風に吹かれている様子が見えている。音声として、さまざまな騒音（不明瞭で電子的）が流れ続ける。人物は自分の右手を窓にかざすように挙げたあと、指を最初は3本、次に1本、最後は2本立てて見せる。
人物が影に隠れてたまま、カメラはさらに人物から遠ざかり、ゆっくりと右に回り込むと、同じ場所で人物が両腕をマントとともに広げているカットが挿入される。ジャンプカットでシーンが変わったあと、周囲の明るさは増し、人物が袖長・フード付きの黒いロングコートと、垂れ下がった鳥のくちばし状のゴーグル付きレザーマスクという、ペスト医師の衣装に似たコスチュームを身にまとっていることが明らかになる。人物は肩の高さに右手を挙げており、手のひらは前を向いている。手のひらの中心からは点滅する光が発せられ、その点滅に合わせてビープ音のようなノイズが音声にまぎれ込む。
やがて人物は右を向き、右手を注視するが、このとき外に見える木々の葉はほとんど静止している。人物は視線を変え、カメラをじっと見つめるが、またすぐに視線を右手に戻す。いくつかのジャンプカットが挿入され、人物の視線が正面と右にめまぐるしく切り替わったあと、人物は正面を見据え、カメラに向かって指をさす。
短いカットが挿入されたあと、人物は再び正面のカメラを見据えるが、両手は脇に下ろされている。さらにいくつかのジャンプカットが挿入され、人物の視線は正面と右側を行き来する。その間、人物は直立しており、次に左を向いたあと、視線を落として画面に出現した四角形を見る。四角形のなかには多様な三角形の断片が表示される。その後、人物は右を向くが、その際の映像は一時的に崩れたように見える。それから動画の終了まで、人物は壁に背を向けてじっと立っている。カメラは再び手持ち撮影に切り替わったように見え、時折挿入されるエフェクトによって映像は一時的に二重になる。

## 歴史
2015年10月12日、スウェーデンのテクノロジー系ブログ「GadgetZZ.com」の創設者兼編集者であるジョン=エリク・"ジョニー"・クラビシュラーは、6月頃に封筒で郵送されてきた「気味の悪いパズル」についての記事を投稿した。この封筒の消印はワルシャワで押されており、宛名は"ジョニー・K"、ヘルシンボリにある「GadgetZZ.com」の私書箱気付とされていたが、差出人の住所は書かれていなかった。その中身はクラビシュラーが述べたところの「すごく変なCD」（実際にはDVDだった）であり、表面には2行にわたる長大な英数字の文字列が書かれていた。当初、クラビシュラーはこの文字列をライセンスキーであると考えていた。
クラビシュラーは、レビューされることを希望して誰かが何らかのソフトウェアを送ってきたものと想像していたが、予備のノートパソコンでDVDを確認したとき、ソフトウェアのかわりに問題の動画を発見した。クラビシュラーは『ワシントン・ポスト』に対して、「どう捉えればいいのかわからなかったが、すごく変な動画だと思った」と語り、「後で見直したとき、暗号や文字が動画の至る所に隠されていることに気づき始めた」とした。
クラビシュラーはすぐに自ら解読を試みることを諦め、自身のブログに問題のDVDと封筒の画像付きの記事を投稿した。数日後には、ギズモードがこの件についての記事を掲載した。オンライン雑誌『Slate』のリリー・ヘイ・ニューマンは、最初に問題の動画を視聴した際の感想を「不気味」で「動揺を誘う」と述べ、2002年の映画『ザ・リング』に登場する「呪いのビデオ」を見たときの感覚と似ているとした。

### 起源の調査
「11B-X-1371」の検証作業が始まると、すぐにクラビシュラーがこの動画を公開した最初の人物ではないことが明らかになった。2015年5月、"AETBX" と名乗るユーザーアカウントが同じ内容の動画をYouTubeに投稿していた。このユーザーの投稿動画はこの1本のみだった。動画のタイトルと説明文は、0と1からなる2進数の文字列で書かれていた。ほかのユーザーがこの動画にコメントを寄せ始めると、 "AETBX" はこれに反応し、投稿から5ヶ月経った動画に急に大きな関心が寄せられているのは何故なのかと質問した。いくつかのコメントは、"AETBX" が動画の作者本人であると推測していたが、 "AETBX" はこれを強く否定した。
『ワシントン・ポスト』は "AETBX" にEメールを介して接触した。取材に対して "AETBX" は「スペインのダニエル」とだけ名乗り、自分も送られてきた動画を受け取ったのだと語った。彼によると問題の動画は、ある面識のない少女からのEメールに添付されていたもので、少女はそれを公園のベンチの上で見つけたと彼に告げていた。その後、クラビシュラーは最初の記事へのアップデートのなかで、この動画は YouTube に投稿される以前に 4chan の超常現象掲示板に投稿されており、すでに何人かによって発見されていたと報告した。後に "AETBX" は『The Daily Dot』の取材に対し、クラビシュラーが郵便で動画を入手したと主張していることに疑いをかけ、「DVDの偽造は誰にでもできる」と述べた。
ほかに存在したふたつの作者特定への手がかりは、最終的に間違いであることがわかった。クラビシュラーが最初に動画を紹介したのと同時期に、カリフォルニア大学サンディエゴ校の学生による映像制作グループ「Triton TV」のブログに、問題の動画のスクリーンショットが、2進数で書かれたタイトル・説明文とともに投稿されていた。コメントを求められた際「Triton TV」は、当該ブログはすでに使用されておらず、さらにブログは数週間前にハッキングを受けていたと述べた。『The Daily Dot』によれば、ブログに投稿されたスクリーンショットはハッカーがランダムに選んだ多くの画像のなかの1枚であった可能性が高い。YouTube では「パーカー・ライト」というユーザーが2015年9月30日に、問題の動画と同じ動画を「聞いてる？」（"Are you listening?"）という説明文とともに投稿していたが、発見された「パーカー・J・ライト」という名の男性は Twitter 上での記者の質問に対し、動画投稿者とは別人であると回答した。
「11B-X-1371」の作者の身元が不明なままだった一方、制作に使用された撮影現場は特定されていた。動画の話題を追いかけていたあるポーランド人インターネットユーザーは、ワルシャワのすぐ南、オトゥフォツク近郊のゾフィオフカ・サナトリウムの廃墟を訪れ、廃墟の部屋のひとつが動画で見えるものと同じ窓割りと壁の落書きをもつことを確認した。落書きは同じ部屋の2013年11月時点での写真では確認できず、動画が2013年11月 - 2015年4月のどこかで撮影されたことを示唆していた。

### パーカー・ワーナー・ライト
2015年11月下旬、「11B-X-1371」やその作者・目的についての話題や推測は鎮静化していた。そんななか「パーカー・ワーナー・ライト」と名乗る Twitter アカウントが開設された。このアカウントの所有者は、自分が問題の動画を制作したと主張したが、2015年のこの時点ではライトと同様の主張を行う人物はインターネット上に多数存在しており、何人かは自らが作者であることを証明するために独自の動画を投稿していた。
2015年12月末、ライトは新作の動画を「ちょうど 1.444 十進化時間後に」自分の YouTube チャンネル上で公開すると宣言した。指定の時刻になると、「11B-3-1369」と題する新たな動画が公開された。動画は白黒映像で、エフェクトやカットの挿入を多用したものだった。動画の説明欄には「彼らの嘘が我らの異議を解き放つ」（"Their lies unlock our dissent"）との文言が書かれていた。動画では、ペスト医師の衣装を着た人物が再登場し、冒頭では森のなかのサナトリウムの外にいる姿が、それ以降は内部にいる姿が映される。音声は最初の動画に比べて静かであり、人物の手が発する光の点滅と同期して、鈴の音のような電子ノイズが流れる。動画の後半、人物の隣には顔面を包帯で覆った白いドレスの女が現れる。
3週間後、『The Daily Dot』はライトへのインタビュー記事を掲載した。ライトはマイク・ウェイナー記者に対し、自分がポーランド在住のアメリカ市民であり、一連の動画は芸術的プロジェクトとして意図されたものであったと述べた。2015年5月に「11B-X-1371」を完成させたあと、動画のコピーを3ヶ所に放置した。ふたつのコピーはディスクという形でポーランドの地下鉄と公園に置かれ、残りのひとつは画像掲示板の 4chan へ投稿された。ライトの話を受け、ウェイナー記者は YouTube ユーザーの "AETBX" は問題の動画の制作に一切関与していないと結論づけた。自らが本物の作者であることを証明するため、ライトは自分の Facebook ページへの訪問者に対して、動画に登場したペスト医師のマスクはライトが独自に設計・製作したものであると主張した上で、できるものなら複製してみるよう挑戦を投げかけた。
ライトの Facebook ページに寄せられたコメントの一部は、ライトの主張への疑念を示し、その根拠としてふたつの動画で使われたコスチュームの間に存在する差異を指摘した。ライトはこの差異を説明し「第二の動画のために改善された良いマントを製作した」のだと語った。クラビシュラーはライトの主張を認め、第二の動画の公開後には「これほど長く作者のふりを続け、ここまで辻褄のあった作り話を創作するのはあまりにも面倒なことだ」とし、「パーカー・ワーナー・ライトが作者本人であると考えてほぼ間違いないと思う」と述べた。12月上旬に Facebook 上で行われた両者の会話のなかで、ライトはDVDの受取人としてクラビシュラーを選んだ理由を説明した。ライトはクラビシュラーが「名刺を使ったくじ引きで勝った」ために受取人になったと語り、「あなたは以前どこかで僕に名刺を渡したことがある」と伝えた。クラビシュラーは、自分がブースを構えた多くの技術ショーの最低でもひとつに、以前ライトが出席していたのだろうと推測した。

## 解釈
クラビシュラーによる投稿でこの動画を知ったソーシャルメディアユーザーは、先を争うように動画全体に隠された暗号の解読を試みた。 DVDのメニュー画面に表示された題字は"11B-X-1371"と読むことができ、これが動画の名称として扱われるようになった。動画の音声について『International Business Times』のジェームズ・ビリングトンは、「何人かは『 "I would love to kill you"（お前を殺したい）』という言葉がずっと繰り返されているように聞こえると報告した」と書いた。一部のユーザーは動画の音声からスペクトログラムを作成し、そこに文字列と画像の両方が隠されていることを発見した。スペクトログラムには "You Are Already Dead"（もうお前は死んでいる）という平文が含まれていたが、これ以外の文字列は暗号化されていた。一方、スペクトログラムに表示された画像は切り裂かれ、拷問される複数の女性の写真だった。これによって動画の作者がシリアルキラーなのではないかという不安が引き起こされたが、後の検証によって写真の1枚がホラー映画『バニーゲーム』に由来するもので、同様に別の1枚がドイツ映画『スラッシャー』、さらに別の1枚はボストン絞殺魔事件の被害者写真であることが発覚したことでその懸念は払拭された。
隠されたメッセージは概して脅迫的なトーンを帯びていた。DVDメニュー画面の音声スペクトログラムは、頭蓋骨の画像とさらなる暗号化されたメッセージを明らかにした。 "AETBX" が投稿した動画の2進数で書かれたタイトルは、スペイン語で「死」を意味する "Muerte" という言葉を示しており、同様に説明文は「あなたの時間は1年減った」を意味する "Te queda 1 año menos" というスペイン語の文章になった。動画の終盤に現れる三角形と四角形によるメッセージは、ピッグペン暗号でラテン語の文章 "Ad oppugnare homines" を示すものとして解読され、これは「人を攻撃または標的とすること」を意味していた。
ペスト医師のコスチュームが登場することにより、一部の読者はこの動画に含まれる脅迫がバイオテロに関係していると解釈した。動画の暗号文のひとつは解読されることにより「鷲=感染者が病を広める。我々はアンチウイルス、国連を守る。」となり、別のひとつは「鷲の心臓を矢でつらぬけ」と解読されていた。さらに、1371という数字は黒死病がヨーロッパで猛威をふるった1371年を暗示しているとも指摘された。
動画に挿入される映像は、モールス信号とほかの一般的な暗号文を含んでいることが明らかになっていた。動画で示されるモールス信号の平文は、"RED LIPS LIKE TENTH" というフレーズだった。さらに一連の、20組の2桁の文字列はワシントンD.C.のホワイトハウスの緯度・経度を示していることが判明した。その後、"RED LIPS" のフレーズは "KILL THE PRESIDENT"（大統領を殺せ）のアナグラムである可能性が指摘された。これらのメッセージはアメリカ合衆国全体に対する脅迫、ひいてはバラク・オバマ大統領に対する脅迫であると捉えられた。クラビシュラーは、動画に含まれる暗号のひとつが "STANDANDFIGHTWITHUSTAKEDOWNTHEBLACKBEASTKILLHISDISEASEORFALLWITHTHEREST" というメッセージに解読できることを報告し、ここで倒されるべき対象とされている "BLACKBEAST"（黒い獣）は、アフリカ系アメリカ人のオバマへの言及である可能性があると述べた。クラビシュラーは動画には政治的メッセージが含まれているものの、テロ攻撃の脅しなどではないとの見解を示した。
2015年11月末、パーカー・ワーナー・ライトと称する人物が Twitter 上で「11B-X-1371」の作者として名乗り出た。その直後、ライトは動画の解読作業を続けている人々に対し「君たちはメッセージの理解には程遠い状態だ」と述べた。一方でライトは、暗号の解読のために人々が協力して作業することが自分の目的であったことを認め、「1人の個人にはすべてを解読することはできない」と述べた。

### 目的の考察

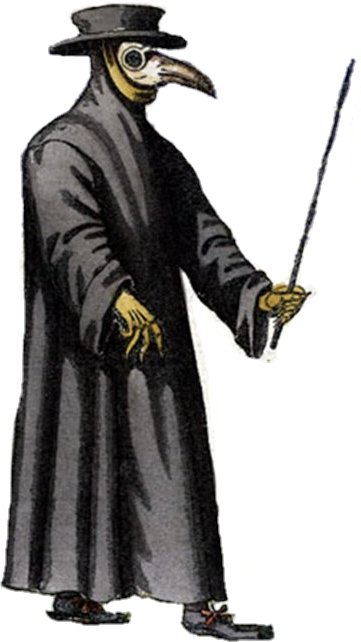
17世紀のペスト医師描写

動画のメタメッセージは明らかに脅迫めいたものだった一方で、作者の意図について確定的な結論を導き出すにはあまりにも曖昧で漠然としていた。騒動がハロウィンの数週前に始まったことから、動画がハロウィンに関連したインターネット上の悪ふざけなのではないかという推測も存在した。当初は、脅迫的なメッセージが解読されて現れることに動揺していたクラビシュラーも「だんだん、ただの手のこんだジョークなのではないかと思い始めた」と語っていた。一方、クラビシュラーは動画が彼個人を標的にしたものであるとは考えていなかった。クラビシュラーは「送り主が個人的に僕を知っている人だとしたら、僕の専門知識では、少なくともすべてのメッセージを理解することは無理なのを知っていたはずだ」と述べた。
別の可能性として、この動画が新作の映画やゲームを宣伝するためのバイラル・マーケティングであるという説が支持され始めていた。ある reddit ユーザーは、ダン・ブラウンによる小説『インフェルノ』の映画版が2016年後半の公開に向けて制作を始めていることを指摘した。『インフェルノ』のストーリーでは、大富豪の悪役が　人口の増加を阻止するためにウイルスを放出する計画を、動画を製作して警告する。動画のなかの悪役はペスト医師のコスチュームを着用しており、自らを死になぞらえるのと同時に、治療薬でもあると主張する。
オンライン雑誌『Moviepilot』は、この動画がテリー・ギリアムの同名の映画に基づくSyfyのTVドラマシリーズ、『12モンキーズ』の新シーズンの宣伝であるという説を紹介した。原作・ドラマの両者において、『12モンキーズ』のストーリーには未来からのタイムトラベラーが登場し、現代における壊滅的な疫病の大流行を阻止することを試みる。また別の reddit ユーザーは、作中に "You Are Already Dead"  というフレーズと、ペスト医師のコスチュームが頻繁に登場することに着目した。このユーザーはさらに、動画の冒頭で人物が "3-1-2" と指で示したサインは、ドラマの第3シーズンへの言及である可能性を指摘した。
動画の出所がポーランドであったこともまた、マーケティング的策略を暗示するものだった。あるポーランド人 reddit ユーザーは「ポーランドの新興ゲームスタジオは、"普通の"宣伝を行う予算をもっていない」と書いた。同じユーザーはさらに、ポーランドでは数年前にも同様に不気味な、子ども番組のパロディ動画がインターネット上で話題になっていたことを回想したが、それは品質の面で「11B-X-1371」よりも優れていたため、ふたつの動画の作者は同一ではないと考えていた。
最終的に、いかなるメディア企業、そのなかでも特に『インフェルノ』と『12モンキーズ』を制作する映画スタジオやテレビ局が、スペクトログラムの残虐な画像やアメリカ大統領への脅迫によってイメージを損なう危険を冒すことは考えられず、これらの可能性は否定された。
また別の説においては、有名なエレクトロミュージシャンのスクリレックスが問題の動画と結びつけられた。問題の動画が最初にインターネット上に投稿されたのと同時期の2015年5月、スクリレックスは「Red Lips」と題する楽曲を発表していた。クラビシュラーが最初に記事で動画を紹介した直後、スクリレックスは "#REDLIPS #REDLIPS #REDLIPS" とのツイートをつぶやいた。同ジャンルのほかのミュージシャンがスペクトログラムに画像を隠すことで知られていたこともあり、問題の動画はスクリレックス作品のバイラル・マーケティングである、あるいは動画は彼がホテルの部屋で盗まれたと語っていた未発表作品のCDに由来するのではないかとの推測が生まれた。一方で、もしバイラル・マーケティングであるならば、「問題は宣伝された作品に結びつくヒントが極めて弱いということだ」とクラビシュラーは指摘した。
クラビシュラーと『The Daily Dot』の両者から「11B-X-1371」の作者として認められたパーカー・ワーナー・ライトは、一連の動画は芸術プロジェクトのシリーズにおける最初の作品に過ぎないと語った。『The Daily Dot』に対してライトは「僕は自分の作品を海の上の波だと捉えている」と語り、「貝殻を見つけようとする人もいるし、サーフィンをする人もいる、ほかにはダイビングをする人もいる」と続けた。ライトは以前から自分の作品をシリーズ化する構想をもっており、作品が注目されるか否かは関係ないとした上で、「今のところ、さらなる作品への需要があるし、僕はそれに応えるつもりだ」と認め、「でも僕のアートは外部の力とは無関係に進んでいくものだ。アートに対する内なる欲求があるから、それに応える必要がある」と続けた。
2016年11月5日、2016年アメリカ合衆国大統領選挙の3日前、ライトは自分の Facebook ページに「110A30213」と題する新作動画をアップロードした。この動画は、ライトが独裁者または将校のような衣装を身に着け、群衆に対し演説するという内容だった。クラビシュラーはこの動画から「非常に政治的」との印象を受けた上で、アメリカ大統領選に関係するメッセージである可能性があると分析した。さらにクラビシュラーは、ライトが Facebook に動画を投稿した日付は、ガイ・フォークスに関する一節（ "Remember, remember, the 5th of November" ）を示している可能性があると考えた。